# Andrej Sekera
Andrej Sekera (* 8. Juni 1986 in Bojnice, Tschechoslowakei) ist ein ehemaliger slowakischer Eishockeyspieler, der im Verlauf seiner aktiven Karriere zwischen 2003 und 2022 unter anderem 888 Spiele für die Buffalo Sabres, Carolina Hurricanes, Los Angeles Kings, Edmonton Oilers und Dallas Stars in der National Hockey League (NHL) auf der Position des Verteidigers bestritten hat. Seinen größten Karriereerfolg feierte Sekera jedoch im Trikot der slowakischen Nationalmannschaft mit dem Gewinn der Silbermedaille bei der Weltmeisterschaft 2012.

## Karriere
Andrej Sekera begann seine Karriere in den Nachwuchsmannschaften des HC Dukla Trenčín, für die er bis 2004 in den Juniorenligen der Slowakei spielte. In der Saison 2003/04 debütierte er zudem in der slowakischen Extraliga für Trenčín. Während des NHL Entry Draft 2004 wurde er von den Buffalo Sabres in der dritten Runde an insgesamt 71. Stelle ausgewählt und wechselte daraufhin im Sommer 2004 zu den Owen Sound Attack aus der Ontario Hockey League (OHL), die ihn beim CHL Import Draft desselben Jahres in der ersten Runde gezogen hatte.
Es folgten zwei sehr erfolgreiche Jahre in der OHL für Sekera, in denen er 2005 ins All-Rookie-Team und 2006 ins All-Star-Team berufen wurde. Zudem wurde er mit der Max Kaminsky Trophy ausgezeichnet, die an den herausragenden Verteidiger der OHl vergeben wird. Im Juli 2006 unterzeichnete Sekera seinen ersten Vertrag bei den Buffalo Sabres, der ihn drei Jahre an das Franchise bindet. Die Spielzeit 2006/07 absolvierte er beim Farmteam der Sabres, den Rochester Americans, in der American Hockey League (AHL). Zudem gab er sein NHL-Debüt bei den Sabres, kam aber nur auf zwei NHL-Partien. In der folgenden Spielzeit fielen immer wieder Abwehrspieler der Sabres verletzungsbedingt aus, so dass Sekera regelmäßig in den NHL-Kader berufen wurde und insgesamt in 37 Saisonspielen eingesetzt wurde. Sein erstes NHL-Tor erzielte er am 28. November 2007 gegen den Torhüter der St. Louis Blues, Manny Legace. Zur Saison 2008/09 erhielt Sekera nach Abgängen anderer Abwehrspieler einen Stammplatz in der Verteidigung der Sabres.
Ende Juni 2013 wurde Sekera im Austausch für Jamie McBain und einem Zweitrunden-Wahlrecht im NHL Entry Draft 2013 zu den Carolina Hurricanes transferiert. Dort blieb der Verteidiger knapp eineinhalb Jahre, ehe ihn die Los Angeles Kings im Tausch für Roland McKeown sowie ein Erstrunden-Wahlrecht im NHL Entry Draft 2015 verpflichteten. In Los Angeles blieb Sekera nur bis zum Saisonende, als er im Juli 2015 einen Sechsjahresvertrag bei den Edmonton Oilers unterschrieb. Im Juni 2019 wurde sein noch zwei Jahre laufender Vertrag vorzeitig ausbezahlt (buy-out). Anfang Juli 2019 unterzeichnete er als Free Agent einen Einjahresvertrag bei den Dallas Stars. Mit dem Team erreichte er in den Playoffs 2020 das Endspiel um den Stanley Cup, unterlag dort jedoch den Tampa Bay Lightning mit 2:4. Nach der Spielzeit 2021/22 beendete der Slowake seine aktive Karriere im Alter von 36 Jahren.

### International
Andrej Sekera vertrat die slowakische Junioren-Nationalmannschaft bei drei Weltmeisterschaften: 2004, 2005 und 2006. Im Jahr 2006 führte er die Juniorenauswahl der Slowakei als Mannschaftskapitän an.
Mit der A-Mannschaft bestritt der Verteidiger die Weltmeisterschaften 2008, 2009, 2010, 2012, 2013, 2016, 2018 und 2019 sowie die Olympischen Winterspiele 2010 in Vancouver und 2014 in Sotschi. Außerdem vertrat er das Team Europa beim World Cup of Hockey 2016 und belegte dort mit der Mannschaft den zweiten Platz.

## Erfolge und Auszeichnungen
- 2005 OHL First All-Rookie Team
- 2006 Max Kaminsky Trophy
- 2006 OHL First All-Star Team

### International
- 2012 Silbermedaille bei der Weltmeisterschaft
- 2016 Zweiter Platz beim World Cup of Hockey

## Karrierestatistik

### International
| Vertrat die Slowakei bei: - U18-Junioren-Weltmeisterschaft 2004 - U20-Junioren-Weltmeisterschaft 2005 - U20-Junioren-Weltmeisterschaft 2006 - Weltmeisterschaft 2008 - Weltmeisterschaft 2009 - Olympischen Winterspielen 2010 - Weltmeisterschaft 2010 | - Weltmeisterschaft 2012 - Weltmeisterschaft 2013 - Olympischen Winterspielen 2014 - Weltmeisterschaft 2016 - Weltmeisterschaft 2018 - Weltmeisterschaft 2019 | Vertrat Team Europa bei: - World Cup of Hockey 2016 |

(Legende zur Spielerstatistik: Sp oder GP = absolvierte Spiele; T oder G = erzielte Tore; V oder A = erzielte Assists; Pkt oder Pts = erzielte Scorerpunkte; SM oder PIM = erhaltene Strafminuten; +/− = Plus/Minus-Bilanz; PP = erzielte Überzahltore; SH = erzielte Unterzahltore; GW = erzielte Siegtore; 1 Play-downs/Relegation; Kursiv: Statistik nicht vollständig)